# Blodeuedd
Blodeuedd eller Blodeuwedd var i keltisk mytologi en kvinnlig gestalt som skapades som hustru åt Lleu Llaw Gyffes.
Lleu belades av sin moder Aranrhod med förbannelsen att aldrig få en jordisk hustru. Trollkarlarna Gwydion och Math skapade då Blodeuedd av blommor som maka åt Lleu. Blodeuedd visade sig dock vara lika bedårande som bedräglig och hon bedrog Lley med en älskare och lockade till slut honom i döden. Som straff förvandlades hon till uggla och att jagas av alla andra fåglar.
Blodeuwedd är även ett varumärke som tillhör bryggeriet Bragdy Ceredigion.